# کریستین الکساندر
کریستین الکساندر (انگلیسی: Christian Alexander؛ زادهٔ ۱۴ آوریل ۱۹۹۰) یک هنرپیشه اهل ایالات متحده آمریکا است. وی از سال ۲۰۰۶ میلادی تاکنون مشغول فعالیت بوده‌است.